# 一人尺八

一人尺八の図

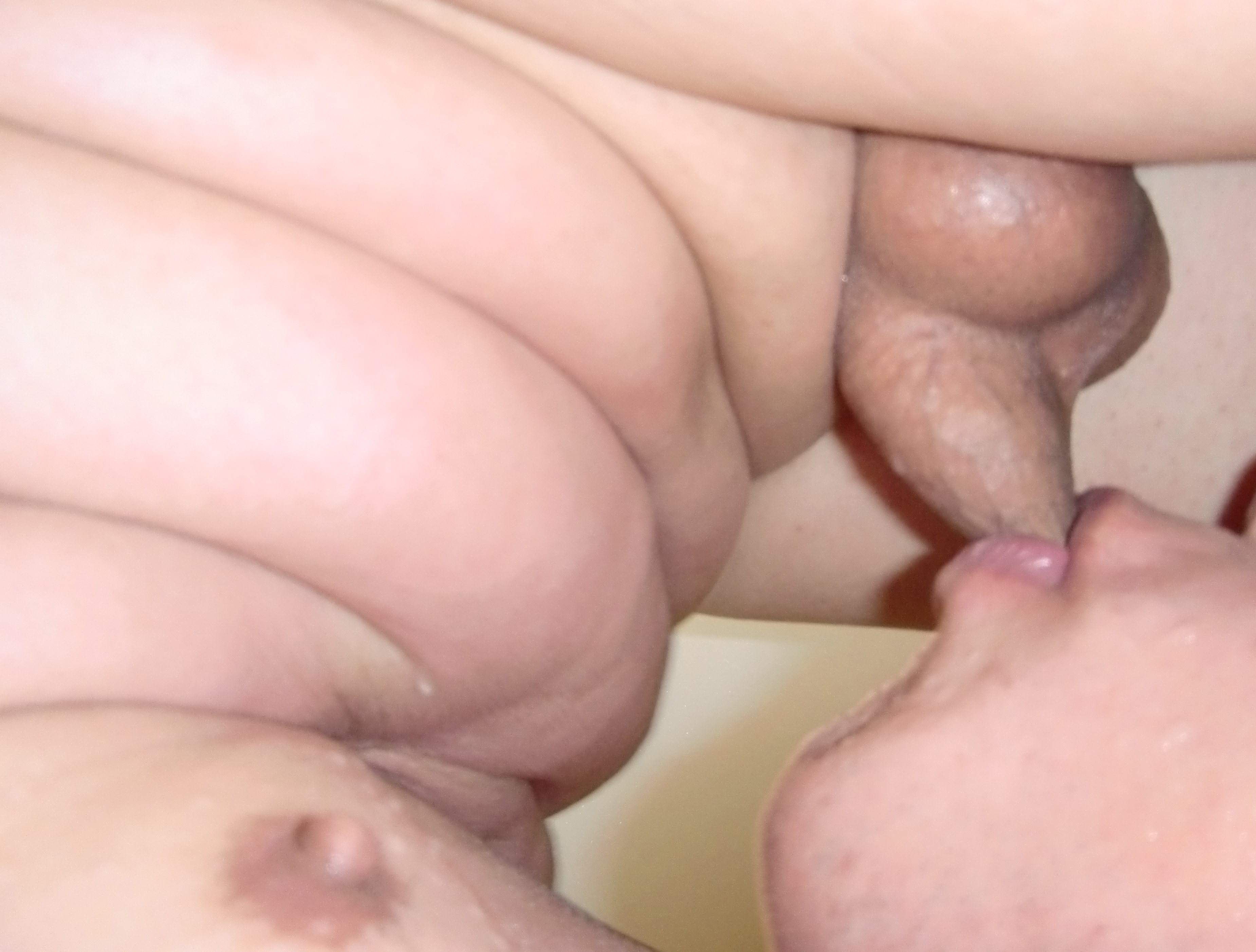
一人尺八を行う男性

一人尺八（ひとりしゃくはち）は、自慰の一様式であり、男性が自身の陰茎を口腔を駆使して刺激（フェラチオ）する行為。
自身の陰茎で服従させる快楽と自身の陰茎に服従させられる背徳的快楽を同時に得るための唯一の性行為。近年はSNSの普及により、露出性癖のある男性たちがインターネット上に自身の自慰行為を公開し始めたことで、実現可能であることが世界中に知られることとなった。
オートフェラチオ(selfsuck)あるいは一人フェラチオやセルフフェラチオと呼ばれることもある。この行為はしばしば都市伝説とされ、懐疑的に捉えられがちである。並外れて柔軟な身体を持つか、並外れた巨根の持ち主であるか、あるいはその両方でなければ不可能とされていたが、実際には仰臥位から膝を抱え込むこと(俗称：ちんぐり返し)により口淫可能である。

## 歴史
エジプト学者デイヴィッド・ロートンは、多くの古文書が、古代エジプトの神々の世界および宗教儀式を行う信者間の信仰双方において一人尺八について言及されていると語る。ロートンによれば、太陽神ラーは、自らフェラチオし、精子を大地に放出してシューとテフヌトを生み出したという。
ミシェル・フーコーは、「〔自分の〕口で、〔自分の〕性器を咥える」行為を、アルテミドロスの『夢判断の書』を例に挙げ、「自分自身との関係」を犯す3つの方法のうちの1つとした。アルテミドロスはこの“不自然な”行為の夢を、子供の死、愛人の喪失、あるいは極貧の前兆と考えた。

## 身体的見地
世のほとんどのヒトは、安全に一人尺八を行うために必要なだけの前屈を行えるほどの十分な体の柔らかさや、もしくは陰茎の長さを持たない。しかし、重力のアシストを受け、体操、曲芸、あるいはヨガなどの肉体的トレーニングを積み重ね柔軟性を高めることによって、何人かはそれが可能になるかもしれない。アメリカの生物学者クレイグ・バータイルおよびアルフレッド・キンゼイは、1%未満の男性が自分の陰茎と口とを接触させることに成功し、千人のうち2,3人は完全に一人尺八が行えたと報告している。以前は、一人尺八は行動科学において、さまざまな性行為の一つとしてよりも一つの問題とみなされていた。

## 文化面での言及
一人尺八を実際に行っているポルノ映画は非常に少ないが   、ロン・ジェレミーは、1970年代に作中でそれを実演したことで有名である。
2006年の映画『ショートバス』において、1人の出演者が自身でフェラチオを行って以降、スコット・オハラ 、 コール・ヤングブラッド 、 スティーブ・ホームズ 、となっている。 
ブライアン・オールディスの半自伝的小説『手で育てられた少年』（1970）では、彼はイギリスの全寮制男子校での、集団で行った自慰について書いており、特に大きな陰茎を持つ少年が自分でフェラチオを行う能力を持っていたことを語り手のホレイショ・スタブスが確認している 。
コメディアンのビル・ヒックスは、フェラチオネタでよく引き合いに出される言い回しを考え出した:
ある晩女が叫んだんだ、「まあ、あなたそれやったことあるの?」オレはそうだと答えたよ。ほとんど背骨を折りかけてたんだけどね。
ケヴィン・スミスは後にデビュー映画『クラークス』の中で、同様のテーマのシーン（「やつは自分のナニをくわえようとして首を折っちまったんだ」）を撮影した。
脚本家/監督のラリー・デヴィッドは、1998年の映画「サワーグレープス」で、繰り返しのプロットデバイスとして一人尺八を活用。
人気のサタデー・ナイト・ライブコメディショー第26シーズン（2000年から2001年）で、 ウィル・フェレルは、 サマディに到達する一環として自分自身で行うとを唯一の目的としてヨガクラスに参加するキャラクターを演じており 3年間の努力の末に成功したことが示されている 。
ウェイアンズ兄弟の映画『最'新'絶叫計画』では、デヴィッド・クロスが、若い女性からオーラルセックスを拒否されると自分でできるさと叫び、ギャグを交えながら、他人の協力を断ってさまざまな仕事をやり遂げる車椅子の対麻痺患者を演じている。
。
宮藤官九郎の映画『中学生円山』では、主人公である円山少年が一人尺八に憧れる余り柔軟性を求め酢を飲んだりレスリング部に席を置くなどしている。物語後半で（シルエットになっているが）成功した描写があるが、この映画自体が妄想と現実の間を行き来するものであり「実際に成功したのか」は不明。

## インターネット上における公募
2005年にはアメリカの一人尺八などの画像・動画を扱ったアダルトサイト管理人であるロブ・レイが、最高$1,000の賞金を付けて一人尺八動画を公募した。